# Stora Åby socken
Stora Åby socken i Östergötland ingick i Lysings härad, ingår sedan 1971 i Ödeshögs kommun och motsvarar från 2016 Stora Åby distrikt.
Socknens areal är 103,61 kvadratkilometer, varav 102,52 land. År 2000 fanns här 976 invånare. En del av Ödeshög samt sockenkyrkan Stora Åby kyrka ligger i denna socken. 

## Administrativ historik
Stora Åby socken har medeltida ursprung under namnet Åby socken. 23 augusti 1940 antogs nuvarande namn officiellt som dock använts sedan 1800-talet. 1652 utbröts 7 1/8 mantal till den då nybildade Trehörna socken, som 1863 följdes av ytterligare en överföring på 1/4 mantal.
Vid kommunreformen 1862 övergick socknens ansvar för de kyrkliga frågorna till Stora Åby församling och för de borgerliga frågorna till Stora Åby landskommun. Landskommunen inkorporerades 1952 i Ödeshögs landskommun som 1971 ombildades till Ödeshögs kommun. Församlingen uppgick 2006 i Ödeshögs församling.
1 januari 2016 inrättades distriktet Stora Åby, med samma omfattning som församlingen hade 1999/2000. 
Socknen har tillhört samma fögderier och domsagor som Lysings härad.  De indelta soldaterna tillhörde  Första livgrenadjärregementet, Ombergs kompani och Andra livgrenadjärregementet, Vadstena kompani.

## Geografi
Stora Åby socken ligger öster och sydost om Ödeshög. Socknen norra del består till största delen av slättland medan den södra delen sträcker sig in i Hålavedsskogen.

## Fornlämningar
Kända från socknen är spridda stensättningar från bronsåldern samt åtta gravfält och 4,5 kilometer av stensträngar från järnåldern. Två runristningar är kända från kyrkan, båda nu försvunna.

## Namnet
Namnet (1327 Aaby) kommer från kyrkbyn, som ligger vid Åbyån.

## Kälkeboiterna
Kälkeboiterna var en religiös sekt, som uppkom i Stora Åby socken i början av 1880-talet. Sektens ledare var förpantningsägaren Sven August Andersson. Han föddes i Ödeshög 1838 och gifte sig 1869 med Sofia Svensdotter, född 1832 i Ödeshög. Makarna flyttade till skattehemmanet Erikslund i Kälkebo i Stora Åby socken, där sekten höll sina möten. Sektens ledare ansåg sig vara Gud Fader, enligt en anteckning i husförhörslängden. Medlemmarna i sekten kom huvudsakligen från fem familjer i trakten.
Sekten vägrade att låta sina barn gå i allmänna skolor. Det ledde till långvariga slitningar mellan sektens företrädare och skol- och kyrkomyndigheterna i Stora Åby, vilket finns dokumenterat i kyrko- och skolrådsprotokollen från åren 1885 till år 1907. Första gången föräldrarna i sekten inkallades inför skolrådet var 30 juli 1885. Det fanns även makar som vägrade döpa sina barn. 1893 beslöt skolrådet att hämta ett av barnen i Kälkebo med tvång. I april 1896 förhördes två syskon som hade undervisats i hemmet, och därefter beslöt skolrådet att frikallade dem från skolan.
Sektledaren Sven August Andersson, som kallades för "Far i Kälkebo", dog 1901, och hans hustru Sofia dog 1907. Den sista anteckningen i kyrko- och skolrådsprotokollen är från 1907, och handlar om ett av kälkeboiternas barn som hade undervisats i hemmet, men fick avgångsbetyg från skolan 1907.

### Fotnoter
1. 1 2  Svensk Uppslagsbok andra upplagan 1947–1955: Stora+Åby socken
2. 1 2  Harlén, Hans; Harlén Eivy (2003). Sverige från A till Ö: geografisk-historisk uppslagsbok. Stockholm: Kommentus. Libris 9337075. ISBN 91-7345-139-8
3. ↑  ”Församlingar”. Statistiska centralbyrån. https://www.scb.se/hitta-statistik/regional-statistik-och-kartor/regionala-indelningar/forsamlingar/. Läst 30 december 2022.
4. ↑  Åby&Typ=Alla&DatumFran=&DatumTill= Administrativ historik för Stora Åby socken (Klicka på församlingsposten). Källa: Nationella arkivdatabasen, Riksarkivet.
5. 1 2  Sjögren, Otto (1931). Sverige geografisk beskrivning del 2 Östergötlands, Jönköpings, Kronobergs, Kalmar och Gotlands län. Stockholm: Wahlström & Widstrand. Libris 9939
6. 1 2  Nationalencyklopedin
7. ↑  Fornlämningar, Statens historiska museum: Stora Åby socken
8. ↑  Fornminnesregistret, Riksantikvarieämbetet: Stora Åby socken Fornminnen i socknen erhålls på kartan genom att skriva in sockennamn (utan "socken") i "Ange geografiskt område"
9. ↑  Mats Wahlberg, red (2003). Svenskt ortnamnslexikon. Uppsala: Institutet för språk och folkminnen. Libris 8998039. ISBN 91-7229-020-X. https://isof.diva-portal.org/smash/get/diva2:1175717/FULLTEXT02.pdf
10. 1 2 3  Wilborn Ågren. ”Kälkeboiterna - en religiös sekt i Stora Åby” (pdf). Strövtåg i Lysingsbygden. Ödeshögs kulturnämnd. http://hembygdsbok.odeshog.se/uploads/entry_documents/1010/kalkeboiterna.pdf?1486316883. Läst 6 april 2019.